# Thiago Moura
Thiago Júlio Souza Alfano Moura, född 27 november 1995, är en brasiliansk friidrottare som tävlar i höjdhopp. Han deltog vid olympiska sommarspelen 2020.

## Personligt rekord
- Höjdhopp: 2,31 m, 20 mars 2022 i Belgrad